# Spermophaga haematina
Il becco azzurro occidentale (Spermophaga haematina (Vieillot, 1807)) è un uccello passeriforme appartenente alla famiglia Estrildidae, diffuso in Africa.

## Etimologia
Il nome scientifico della specie deriva dal greco αἶματος (aimatos, "sangue"), "sanguigna", in riferimento alla colorazione di questi uccelli.

## Descrizione

### Dimensioni
Misura fino a 14 cm di lunghezza, coda compresa.

### Aspetto
Si tratta di uccelli dall'aspetto massiccio, muniti di grandi occhi e di un forte e robusto becco conico: nel complesso, la fisionomia di questi uccelli può ricordare quella delle munie asiatiche.

Questa specie presenta dicromatismo sessuale: mentre infatti il maschio presenta testa, dorso, ali, codione, coda, sottocoda e ventre neri e gola, petto e fianchi di colore rosso, la femmina presenta faccia rosso-nerastra, fronte, vertice, nuca, dorso, ali, codione e coda grigio-nerastri, sottocoda e ventre bianchi con gli orli delle singole penne neri, a dare un caratteristico effetto marmorizzato, mentre gola, petto e fianchi sono rossi. In ambedue i sessi il becco è nero-bluastro, con base più chiara e con punta e margini rossicci, gli occhi sono bruni con cerchio perioculare grigiastro e le zampe sono di color carnicino-grigiastro.

## Biologia
Si tratta di uccelli diurni, che vivono da soli o in coppie, passando la maggior parte del tempo fra la vegetazione alla ricerca di cibo.

### Alimentazione
Il becco azzurro occidentale si nutre principalmente di piccoli semi di graminacee, i cui involucri spezza senza problemi grazie al forte becco: questi uccelli integrano inoltre la propria dieta con bacche, frutta e, seppur raramente, con insetti ed altri piccoli invertebrati.

### Riproduzione
La stagione riproduttiva cade generalmente durante la seconda metà della stagione delle piogge. Il maschio corteggia la femmina tendendo un filo d'erba nel becco, annuendo insistentemente e saltellandole attorno mentre emette il proprio canto: essa segnala la propria disponibilità all'accoppiamento accovacciandosi e spostando lateralmente la coda.< br />
Il nido viene costruito nel folto della vegetazione da ambedue i sessi, utilizzando fili d'erba e fibre vegetali ed imbottendo l'interno con muschio e penne: al suo interno la femmina depone 3-6 uova biancastre, che vengono covate da ambedue i genitori per circa due settimane. I nidiacei, ciechi ed implumi alla schiusa, vengono accuditi da entrambi i genitori: in questo modo, essi sono in grado d'involarsi attorno alle tre settimane dalla schiusa, tuttavia è raro che essi lascino definitivamente il nido prima del mese e mezzo di vita.

## Distribuzione e habitat
Il becco azzurro occidentale, come intuibile dal nome comune, è diffuso in Africa occidentale, occupando un areale che si estende dal Senegal alla foce del fiume Congo.
L'habitat di questi uccelli è rappresentato dalle aree umide in prossimità di corsi d'acqua, come paludi, canneti e zone cespugliose e di foresta a galleria.

## Tassonomia
Sono state distinte tre sottospecie:
- Spermophaga haematina haematina, la sottospecie nominale, diffusa dal Senegal e dal Gambia al Ghana;
- Spermophaga haematina pustulata (Voigt, 1831), diffusa dalla Nigeria sud-orientale e dal Camerun al Centrafrica sud-occidentale, dalla Rep. Dem. del Congo orientale all'Angola nord-occidentale;
- Spermophaga haematina togoensis (Neumann, 1910), diffusa dal Togo alla Nigeria sud-occidentale;